# Cashmere (Washington)
Cashmere és una població dels Estats Units a l'estat de Washington. Segons el cens del 2000 tenia 2.965 habitants.

## Demografia
Segons el cens del 2000, Cashmere tenia 2.965 habitants, 1.105 habitatges, i 717 famílies. La densitat de població era de 1.286,3 habitants per km².
Dels 1.105 habitatges en un 36,4% hi vivien nens de menys de 18 anys, en un 53,3% hi vivien parelles casades, en un 8,9% dones solteres, i en un 35,1% no eren unitats familiars. En el 29,8% dels habitatges hi vivien persones soles el 15,7% de les quals corresponia a persones de 65 anys o més que vivien soles. El nombre mitjà de persones vivint en cada habitatge era de 2,59 i el nombre mitjà de persones que vivien en cada família era de 3,28.
Per edats la població es repartia de la següent manera: un 28,2% tenia menys de 18 anys, un 8,2% entre 18 i 24, un 26,6% entre 25 i 44, un 20% de 45 a 60 i un 17% 65 anys o més.
L'edat mediana era de 37 anys. Per cada 100 dones de 18 o més anys hi havia 80,2 homes.
La renda mediana per habitatge era de 34.854 $ i la renda mediana per família de 45.347 $. Els homes tenien una renda mediana de 33.333 $ mentre que les dones 25.439 $. La renda per capita de la població era de 17.468 $. Aproximadament el 6,3% de les famílies i el 8,4% de la població estaven per davall del llindar de pobresa.

## Poblacions més properes
El següent diagrama mostra les poblacions més properes.